# For the First Time in Forever
《For the First Time in Forever》(태어나서 처음으로)는 디즈니의 2013년 장편 애니메이션 영화 겨울왕국의 노래이며, 작사·작곡은 크리스틴 앤더슨로페즈, 로버트 로페즈가 맡았다. 뮤지컬에서 나중에 리프리즈(reprise)되었다. 두 버전 모두 안나 공주(크리스틴 벨), 엘사 여왕(이디나 멘젤)가 노래를 불렀다.

## 제작
이 노래는 2013년 6월 제작 과정 중 상대적으로 후기에 작곡되었다. 영화 개봉일이었던 2013년 11월 27일이 다가오기 겨우 5개월 남은 시점이었으며 당시 영화 제작자들은 영화 작품을 제작하는데 서두르고 있었다.
이 노래의 오리지널 버전에는 "그의 얼굴에 토하지 않기를 바란다"(I hope that I don't vomit in his face)는 가사가 포함되었으나 이는 체액을 참조한다는 이유로 디즈니에 의해 수용되지 못하는 것으로 간주되었다. 루페즈의 딸 케이티(Katie)는 "내 얼굴에 초콜릿을 좀 채워넣고파"(I wanna stuff some chocolate in my face → 한국어 더빙에는 "입 안에 가득 초콜릿 물고서"로 되어 있음)로 이 가사를 대체하였다.

## 공연
크리스틴 벨과 이디나 멘젤은 로스엔젤레스의 비브라토 그릴 재즈 클럽(Vibrato Grill Jazz Club)에서 이 영화를 축하하기 위해 함께 노래를 불렀다.

## 인증
| 국가                                                            | 인증        | 판매량/출하량 |
| --------------------------------------------------------------- | ----------- | ------------- |
| 오스트레일리아 (ARIA)                                           | 골드        | 35,000^       |
| 영국 (BPI)                                                      | 플래티넘    | 600,000       |
| 미국 (RIAA)                                                     | 2× 플래티넘 | 2,000,000     |
| ^출하량을 기반으로 한 인증 · 판매량+스트리밍을 기반으로 한 인증 |             |               |

## 같이 보기
- 겨울왕국 (사운드트랙)